# Epitoop
Een epitoop is een klein, toegankelijk deel van een macromolecuul dat herkend kan worden door antilichamen, B-cellen en T-cellen van het immuunsysteem. Het deel van het antilichaam dat de epitoop herkent, wordt de paratoop genoemd. Meestal worden epitopen alleen zo genoemd als ze lichaamsvreemd zijn; lichaamseigen moleculen die herkend worden kunnen echter ook epitoop genoemd worden.

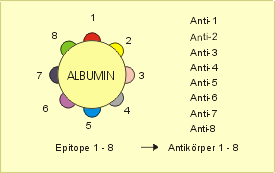
acht epitopen op één antigeenmolecuul (schematisch)

De meeste epitopen die worden herkend door antilichamen of B-cellen, worden gekenmerkt door een driedimensionaal oppervlak van het antigeenmolecuul. Deze past precies op het antilichaam. Lineaire epitopen zijn hierbij uitzonderingen, zij worden eerder gekenmerkt door hun aminozuursequenties dan door de structuur van het oppervlak en herkenning gebeurt meestal door de T-cellen.
T-celepitopen worden gepresenteerd op het oppervlak van een antigeen-presenterende cel (APC). Hierbij zijn ze gebonden aan MHC-moleculen. T-celepitopen die gepresenteerd worden door MHC klasse I-moleculen zijn normaal tussen de 8 en 11 aminozuren lang. MHC klasse II-moleculen presenteren langere peptiden. Niet-geclassificeerde MHC-moleculen presenteren ook epitopen die niet uit peptiden bestaan, zoals glycolipiden.
Epitopen kunnen onderzocht worden door middel van eiwit-microarrays en met ELISPOT- of ELISA-technieken.